# Éros (Vierne)
Pour les articles homonymes, voir Éros (homonymie).

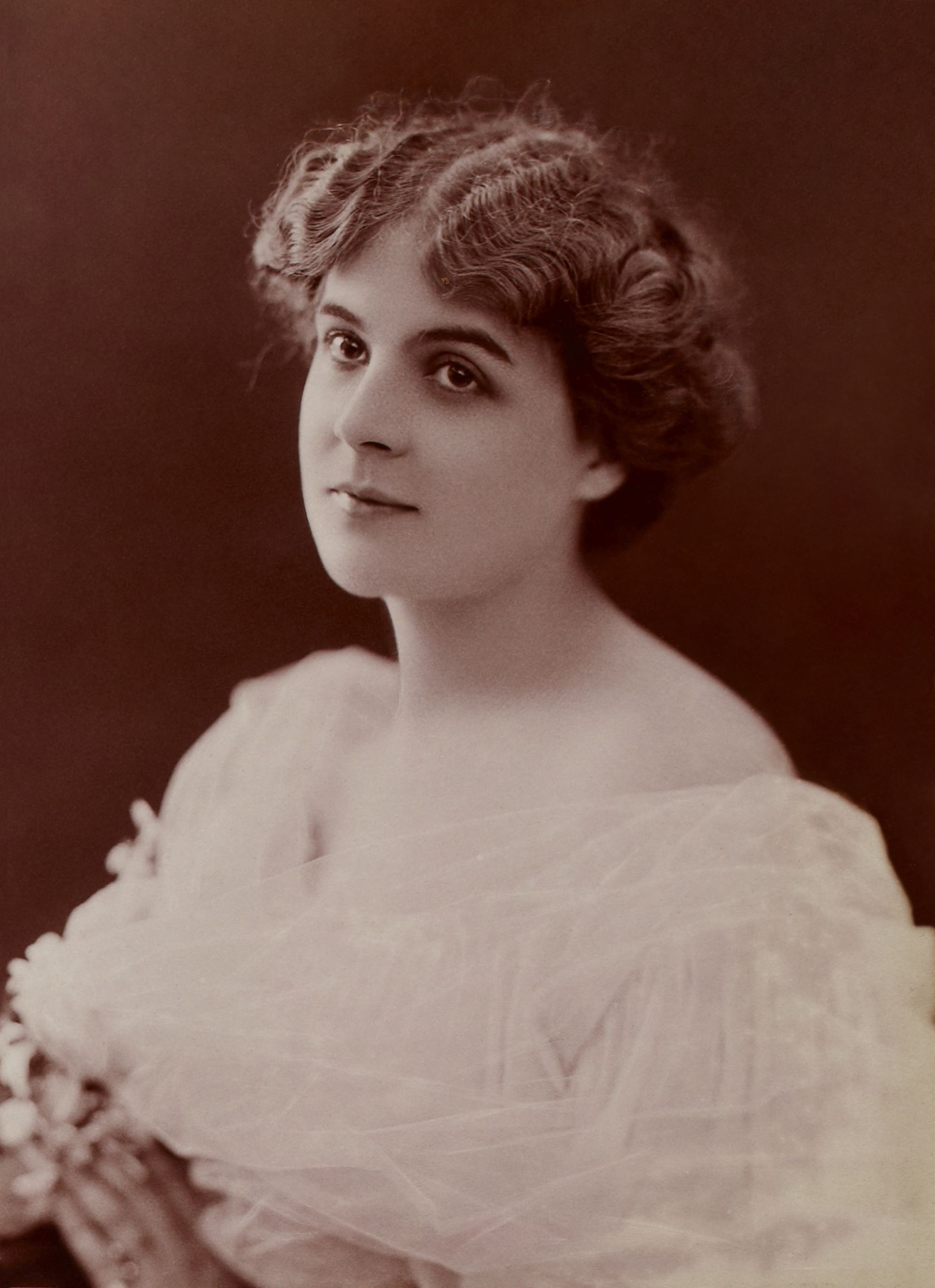
Nelly Martyl, dédicataire de la partition.

Éros, op. 37 de Louis Vierne est un poème symphonique pour chant et orchestre (ou piano) composé sur un texte de la comtesse Anna de Noailles.
Composée en 1916, la partition est créée le 24 mai 1923 par Thérèse Gabrielli et l'orchestre des Concerts Lamoureux, sous la direction de Camille Chevillard. 
L'œuvre est éditée par Henry Lemoine en 1925.

## Composition et création
Louis Vierne compose son poème symphonique sur des vers de la comtesse Anna de Noailles en 1916, en même temps qu'il consacre à des vers de Verlaine ses brûlantes mélodies des Spleens et détresses op. 38.
Dédiée à la soprano Nelly Martyl, la partition est créée le 24 mai 1923 par Thérèse Gabrielli et l'orchestre des Concerts Lamoureux, sous la direction de Camille Chevillard, « familier de Vierne ».
L'œuvre est éditée par Henry Lemoine en 1925.

## Analyse
Bernard Gavoty préfère ouvertement la poésie d'Anna de Noailles à celle de Hugo, d'abord illustrée par Vierne dans Les Djinns op. 35 et Psyché op. 33 : « Ici, le bric-à-brac romantique fait place à un réalisme lyrique, suscitant des effets d'ambiance et non plus de ces coups de tonnerre hugoliens qui incitent les musiciens à un usage immodéré de la cymbale et des frémissements d'archets ». Vierne s'attache plutôt « à peindre ces mornes désespérances, ces vagues écœurements que Proust, vers la même époque, évoquait avec une précision non moins hallucinante ». Le compositeur transpose la passion évoquée dans le texte « avec d'autant plus de bonheur qu'elle confirme exactement son expérience personnelle et qu'il lui suffit un instant de se regarder vivre pour découvrir la meilleure des inspirations ».
Franck Besingrand trouve Éros « magnifique de délicatesse, de lumière et de sensualité. Sans aucun doute, le poème d'Anna de Noailles, où transparaît la désillusion propre aux amours inassouvies, a particulièrement nourri l'imagination de Vierne ». Ces qualités se retrouveront dans les Quatre poèmes grecs op. 60, également composés sur des vers de la comtesse de Noailles et d'une « inspiration quasi fauréenne ».

## Discographie
- disque Melba label australien sous la direction de Guillaume Tourniaire